# Seledina Nieve
Oliba Seledina Nieve Arroyo (n. Esmeraldas, Ecuador, 25 de noviembre de 1977) es una halterófila ecuatoriana.

## Carrera
Nieve ganó la medalla de oro en los Juegos Panamericanos de 2007. Ella ganó también la medalla de oro en el torneo Preolímpico celebrado en Guatemala en 2012, ganando el derecho de participar en los Juegos Olímpicos de Londres.
En los Juegos Olímpicos de Londres, Nieve quedó en octavo lugar de la categoría de más de 75 kg al lograr una alzada total de 255 kg.
En los Juegos Bolivarianos de 2013, Nieve ganó una medalla de oro, una de plata y otra bronce.
Nieve ganó la medalla de plata en los Juegos Sudamericanos de 2014 celebrado en Santiago de Chile tras sumar 251 kg. Nieve sufrió una lesión luego de los Juegos Sudamericanos lo cual no la permitió realizar un entrenamiento adecuado para los Juegos Panamericanos de 2015 llevado a cabo en Panamá.
En los Juegos Sudamericanos de 2018, Nieve obtuvo la medalla de plata en la categoría de hasta 90 kg tras acumular un total de 244 kg siendo superada por la chilena María Fernanda Valdés que sumó un total de 250 kg.

## Palmarés
- Medalla de plata en Campeonato Panamericano, 2001
- Medalla de plata en Juegos Bolivarianos, 2001
- 6 Medallas de plata en Campeonato Panamericano, 2002
- Triple medallista de oro en Juegos Odesur, 2002
- Medalla de plata en Juegos Panamericanos, 2003
- Triple medallista de oro en el Campeonato Sudamericano, 2004
- Medalla de oro en los Juegos Panamericanos, 2007
- Medalla de oro en el torneo Preolímpico, 2012
- Octava mejor del mundo en la categoría de más de 75 kg, 2012
- Medalla de oro,plata y bronce en los Juegos Bolivarianos, 2013
- Medalla de plata en los Juegos Sudamericanos, 2014
- Medalla de plata en los XI Juegos Sudamericanos, 2018